# Pandanus utilis
El  screwpine o Pandano (Pandanus utilis) es un árbol tropical. Originario de Madagascar y Mauricio, y aparece en jardines en Puerto Rico, Florida,  y California.

## Descripción
Alcanza una altura de 5 m. Porte redondeado. Hojas en roseta, al extremo de las ramas, lineares de 2 m, de color verde glauco, con espinas. El fruto colgante en pies hembras. Es característica las raíces fuera de la tierra. Se utiliza en jardines tropicales y también como plantas de interior algunas especies.El fruto de Pandanus utilis tiene forma de piña es comestible pero poco sabroso.

## Usos
En España en jardines de la Costa del Sol, Ceuta, Melilla y Canarias.

## Sinonimia
- Pandanus sativus Thouars, Bull. Sci. Soc. Philom. Paris 1(11): 3 (1808), nom. illeg.
- Pandanus odoratissimus Jacq., Fragm. Bot.: 21 (1801), nom. illeg.
- Pandanus maritimus Thouars, Bull. Sci. Soc. Philom. Paris 1(11): 4 (1808).
- Pandanus nudus Thouars, Bull. Sci. Soc. Philom. Paris 1(11): 4 (1808).
- Vinsonia stephanocarpa Gaudich., Voy. Bonite, Bot. 3: t. 23, f. 2-5 (1841).
- Vinsonia utilis Gaudich., Voy. Bonite, Bot. 3: t. 17, f. 1-5 (1841).
- Marquartia globosa Hassk., Flora 25(2 Beibl.): 14 (1842).
- Hasskarlia globosa (Hassk.) Walp., Ann. Bot. Syst. 1: 753 (1849).
- Pandanus elegantissimus auct., Proc. Roy. Hort. Soc. London 3: 108 (1863).
- Pandanus spurius Miq., Ann. Mus. Bot. Lugduno-Batavi 2: 15 (1863), nom. illeg.
- Pandanus flabelliformis Carrière, Rev. Hort. 1866: 271 (1866).
- Pandanus distichus auct., Ill. Hort. 19: 55 (1872).
- Pandanus vacqua Carmich. ex Balf.f., J. Linn. Soc., Bot. 17: 64 (1878), pro syn.
- Vinsonia consanguinea Gaudich. ex Balf.f., J. Linn. Soc., Bot. 17: 65 (1878), pro syn.
- Vinsonia macrostigma Gaudich. ex Balf.f., J. Linn. Soc., Bot. 17: 65 (1878), pro syn.
- Vinsonia media Gaudich. ex Balf.f., J. Linn. Soc., Bot. 17: 65 (1878), pro syn.
- Vinsonia propinqua Gaudich. ex Balf.f., J. Linn. Soc., Bot. 17: 65 (1878), pro syn.
- Vinsonia striata Gaudich. ex Balf.f., J. Linn. Soc., Bot. 17: 65 (1878), pro syn.
- Vinsonia thouarsii Gaudich. ex Balf.f., J. Linn. Soc., Bot. 17: 65 (1878), pro syn.[5]